# غولاغ (تيبت)
غولاغ (بالإنجليزية: Golag)‏ هي منطقة سكنية تقع في الصين في أزمة التبت والصين. يقدر عدد سكانها بـ
- نسمة .